# Martin Holland
Martin Holland (* 14. November 1934 in Tübingen) ist ein deutscher evangelischer Theologe und Pfarrer der Evangelischen Landeskirche in Württemberg, wo er von 1981 bis 1984 Präsident der Landessynode war.

## Leben und Beruf
Holland studierte Evangelische Theologie in Tübingen und Hamburg. Seine Dienstprüfungen legte er 1959 und 1962 ab. Dann war er ab 1963 Pfarrer in Ditzingen und ab 1969 in Fellbach. 1979 wurde er als Nachfolger von Fritz Grünzweig zum Geistlichen Vorsteher der Evangelischen Brüdergemeinde Korntal gewählt. 1990 wurde er zum Dekan des Kirchenbezirks Neuenbürg der Evangelischen Landeskirche in Württemberg berufen. Dieses Amt übte er bis zum Eintritt in den Ruhestand 1999 aus.

## Kirchliches Engagement
Holland hatte neben seiner hauptamtlichen Tätigkeit als Pfarrer auch mehrere ehrenamtliche Verpflichtungen. So war er 1969 Mitgründer und bis 1972 sowie 1981 bis 1998 im Verein des Albrecht-Bengel-Hauses in Tübingen als Vorsitzender aktiv. Bis 2006 gehörte er dessen Ausschuss an. Ferner war er Landesvorsitzender des Blauen Kreuzes und Vorsitzender der Paul-Lempp-Stiftung. Seit 1998 ist er Vorsitzender der Gefährdetenhilfe Wegzeichen in Enzklösterle und im Vorstand der Internationalen Konferenz Bekennender Gemeinschaften (IKBG).
1966 wurde Holland erstmals in die Synode der Evangelischen Landeskirche in Württemberg gewählt, der er bis 1989 angehörte. In der 7. Landessynode war er stellvertretender Schriftführer. Die 9. Landessynode wählte ihm zunächst zum stellvertretenden Präsidenten. Ferner gehörte er zum Ältestenrat und zum Ständigen Ausschuss. Nach dem überraschenden Tod des Synodalpräsidenten Helmuth Flammer, wurde Holland 1981 zu dessen Nachfolger als Präsident der Landessynode gewählt. In der 10. Landessynode verzichtete er jedoch auf sein Präsidentenamt. Sein Nachfolger wurde 1984 Oswald Seitter. Holland war aber noch Mitglied im Ältestenrat und ab 1989 auch im Landeskirchenausschuss. In der 11. Landessynode ab 1990 war Holland noch Ersatzmitglied der Synode. Die Landeskirche ehrte ihn 1998 mit der Johannes-Brenz-Medaille.
Holland veröffentlichte auch einige Bücher bzw. war Mitherausgeber von theologischen Büchern. Ebenso ist er Mitherausgeber der theologischen Quartalszeitschrift Diakrisis.

## Privates
Martin Holland ist verheiratet mit Rosmarie Holland. Das Paar wohnt in Tübingen und hat drei Söhne und eine Tochter.

## Veröffentlichungen
- Ruf ins Leben: Taufgeschichten, Quell-Verlag 1988, ISBN 3-7918-5404-6.
- mit Rosmarie Holland: Du bist mein: biblische Paare, R Brockhaus 1989, ISBN 3-417-20444-5.

Erklärungen und Bibelkommentare der Reihe Wuppertaler Studienbibel: Reihe Altes Testament
- Der Prophet Hosea, Brockhaus 1980, ISBN 3-417-25203-2.
- Die Propheten Nahum, Habakuk und Zephanja, Brockhaus 1986, ISBN 3-417-25214-8.
- Die Propheten Joel, Amos und Obadja, Brockhaus 1991, ISBN 3-417-25320-9.
- Das Buch Josua, Brockhaus 1993, ISBN 3-417-25223-7.
- Das erste Buch Samuel, Brockhaus 2002, ISBN 3-417-25238-5.

Erklärungen und Bibelkommentare der Reihe Edition C Bibel-Kommentar
- mit Heiko Krimmer: Erster und zweiter Petrus-Brief, SCM Hänssler 1994, ISBN 3-7751-1599-4.